# Laura Esparza i Carlos Esteban
Laura Esparza i Carlos Esteban és un duet musical valencià. Tots dos intérprets són nascuts i viuen al País Valencià. Elaboren una música d'arrel folk amb arranjaments d'altres estils. El duet està complementat per músics variats de l'entorn familiar i d'amistats. Les lletres de les cançons poden qualificar-se com intimistes i emocionals.
Esparza i Esteban es van conèixer en una formació jazzística. El duet nasqué el 2019, publicà el primer disc, Mare Natura (La Fera CC, 2020). Abans de llançar-lo en format físic penjaren tots els temes de l'àlbum en el seu canal de Youtube, on a data d'agost de 2020 tenien penjats setze vídeos musicals. Els músics declaren sobre el disc:
| « | En un principi, no hi havia una idea prèvia de fer un disc, sinó solament l'impuls de plasmar moltes coses que dúiem dins. Ens agrada definir-ho com una catarsi emocional transformada en música. | » |

Les cançons del duet transmeten emocions, cosa que en algunes declaracions els músics diuen considerar terapèutic:
| « | El sector cultural s'ha vist sempre menyspreat (com moltes treballadores d'altres sectors essencials) i les persones implicades en el mateix ens hem vist afectades greument per aquesta crisi. En moments com aquest, s'ha demostrat la importància del sector cultural per mantenir la salut mental de les persones. | » |

Respecte les referències musicals són Jorge Drexler, Chavela Vargas o Maria Arnal i Marcel Bagés, Vestusta Morla, Lori Meyers entre d'altres.

## Idiomes de les cançons
El duet té cançons en valencià i en castellà. Normalment no barregen llengües dins la mateixa lletra, llevat dels temes Abril 2020, enregistrat durant el confinament per causa de l'epidèmia de Covid-19 i Nómadas.

## Concerts i concursos
En 2019 van guanyar el premi MIL Descobreix de Xàtiva a la millor música i lletra en català per la seua cançó Ones. També van arribar a la final del Concurs de Cantautors d'Horta Guinardó (Barcelona) i van resultar guanyadores del concurs de músics SolMarket, vinculat a Europa FM.
Durant 2020 alguns dels concerts van estar a: 16 Toneladas (València) on van presentar el disc i el Kaf Café Benimaclet. També hi van participar en el concert 25 d'abril organitzat per Acció Cultural.
Esparza-Esteban van ser seleccionats per a concursar en l'edició del Sona9 de 2020. i van guanyar el XIII concurs Sons de la Mediterrània, concurs enmarcat dins la Fira Mediterrània de Manresa.